# Gampopa
Gampopa (1079-1153), también conocido como Dagpo Lhaje ("el médico de Dagpo") y Dakpo Rinpoche ("El precioso Maestro de Dagpo"), fundó la escuela Kagyu, una de las principales escuelas del Budismo Tibetano. Desde muchos puntos de vista la fundación de la escuela Kagyu marcó el comienzo de lo que hoy se conoce como Budismo Tibetano, ya que el modelo tántrico de la India que inspiró este movimiento ha ido desapareciendo.
Gampopa, fue un médico de Dagpo, en la región de Kham, fue el principal estudiante del maestro tibetano Milarepa. Gampopa renovó la claridad de su percepción y su conocimiento tanto del Kadampa como, luego, de los métodos Mahamudra. 
La posición de Gampopa en el linaje de transmisión de las enseñanzas Mahamudra es el siguiente::
1. Tilopa (988-1069), el yogui Indio que experimentó la transmisión original del Mahamudra
2. Naropa (1016-1100), quien perfeccionó los métodos para la iluminación, descritos en las Seis Yogas de Naropa.
3. Marpa (1012-1097), el primer tibetano en el linaje, que tradujo los textos del Vajrayāna y del Mahamudra en el Tibetano antiguo
4. Milarepa (1052-1135), poeta y maestro que se sobrepuso a la resistencia de Marpa a enseñarle y que sin embargo alcanzó la iluminación en una sola vida
5. Gampopa fue el mejor estudiante de Milarepa, quien integró las enseñanzas Kadampa de Atisha y las enseñanzas Mahamudra de Tilopa y estableció la escuela Kagyu.

Esta secuencia del linaje, tomada en conjunto, es llamada los "Cinco Maestros Fundadores" por los estudiantes Kagyu.
Previo a su período de estudio con Milarepa, Gampopa había estudiado la Tradición Kadampa, que es un camino gradual basado en las enseñanzas lamrim. Él buscó obtener una realización de la realidad última, la cual obtuvo bajo la guía de Milarepa. 
Gampopa escribió El Ornamento de las Joyas de la Liberación y fundó la escuela Dagpo Kagyu en 1125. Esta escuela se fundió con la más antigua, pero menos influyente escuela Shangpa Kagyu, fundada en 1050, y relacionada con Naropa, para formas la gran escuela Kagyu. Mientras que la escuela Shangpa fue la primera escuela Kagyupa, fueron las enseñanzas integradoras de Gampopa que unificaron las enseñanzas Kadampa y Mahamudra en el estilo Kagyu.
Gampopa también fundó varios monasterios budistas, enseñó ampliamente y atrajo a muchos estudiantes. Cuatro de sus discípulos fundaron las cuatro más grandes escuelas Kagyu:
- Babrom Kagyu fundada por Babrom Dharma Wangchuk
- Pagdru Kagyu fundada por Phagmo Trupa Dorje Gyalpo
- Tsalpa Kagyu fundada por Shang Tsalpa Tsondru Drag
- Karma Kagyu, también conocido como la Kamtsang Kagyu School, fundada por Düsum Khyenpa el primer Karmapa